# Aftonbladet
Aftonbladet ("Het avondblad") is een populaire Zweedse krant, en is samen met Expressen marktleider in avonddagbladen.

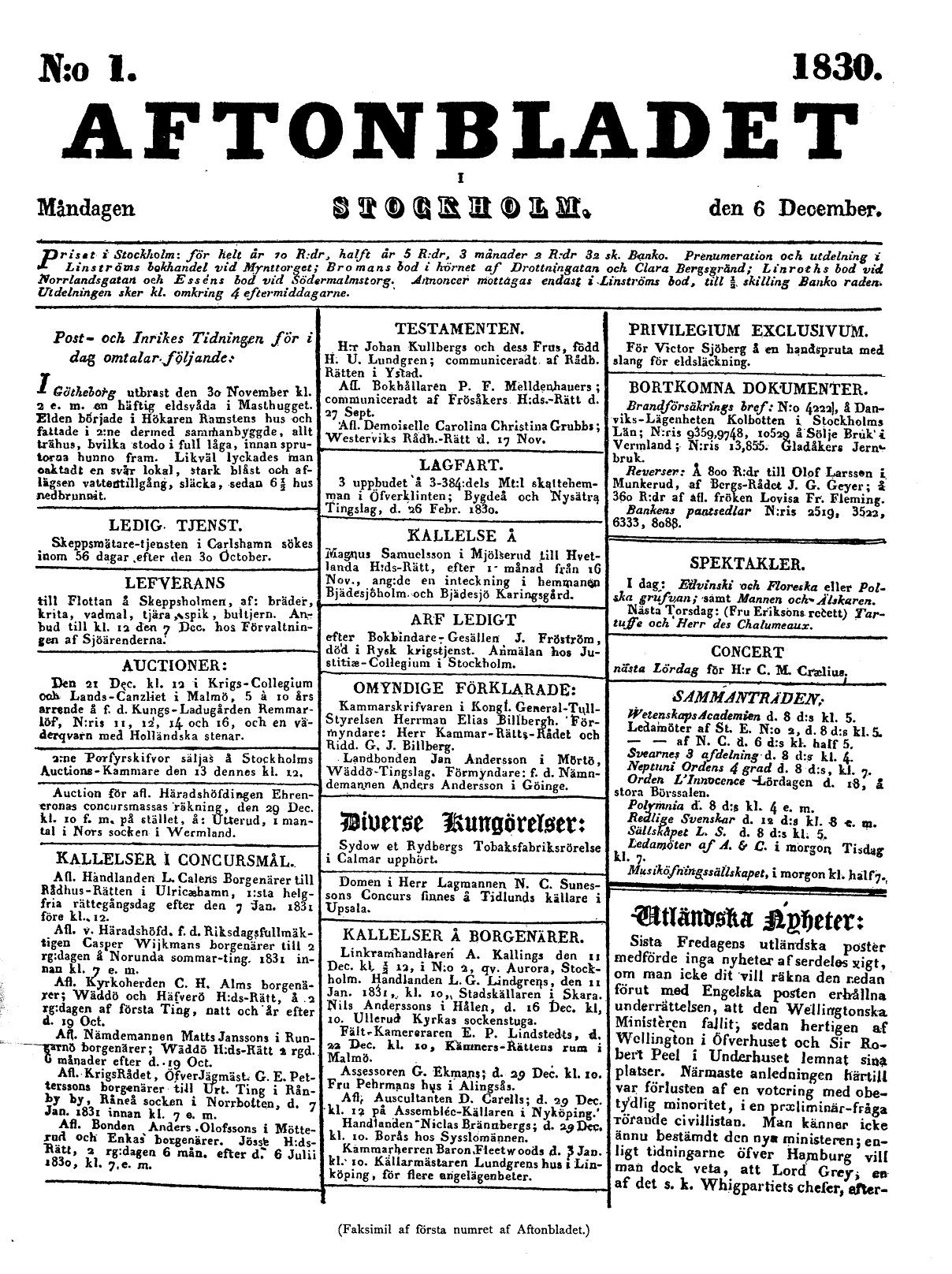
Eerste nummer van Aftonbladet op 6 december 1830

Aftonbladet verschijnt echter al in de voormiddag. Het blad verschijnt in tabloid-vorm en heeft oorspronkelijk een sociaaldemocratische inslag. De krant werd in 1830 opgezet door Lars Johan Hierta. De redactie van het blad bevindt zich in Stockholm. De krant organiseert elk jaar het Zweedse voetbalgala, waar de Guldbollen wordt uitgereikt. Dit is de prijs voor Zweeds voetballer van het jaar. 
Een exemplaar kost 15 Zweedse kronen (ongeveer € 1,65), en verschijnt iedere dag. 